# Рука Пунта-дель-Эсте
Рука Пу́нта-дель-Э́сте (исп. La Mano de Punta del Este), также известная как Пальцы (Los Dedos), Рука (La Mano)  и Рождение человека (Hombre emergiendo a la vida) — скульптура на пляже города Пунта-дель-Эсте (департамент Мальдонадо в Уругвае). Одна из туристических достопримечательностей города.
Скульптура представляет собой кончики пяти пальцев, выглядывающие из песка. Автор — чилиец Марио Ираррасабаль. Материал конструкции — цемент, покрытый пластиком и защитными антикоррозийными материалами, на стальном каркасе. Открытие состоялось в феврале 1982 года.
В 1982 году в Пунта-дель-Эсте состоялась первая ежегодная международная встреча современных скульпторов на открытом воздухе. В ней приняло участие девять скульпторов, и Марио Ираррасабаль был самым молодым из них. Пытаясь привлечь максимальное внимание, скульпторы быстро заняли самые привлекательные места, поэтому Марио пришлось начать свою работу на пляже. Скульптор планировал, что «тонущая» рука станет предупреждением плавающим.
Работа была сделана в первую неделю встречи, хотя у него на это было гораздо больше времени. Значение скульптуры по мнению автора: присутствие человека в природе. Ширина «Руки» — около 5 метров, высота — около 3 метров. Работы остальных скульпторов давно исчезли с пляжа, а «Рука» Ираррасабаля стоит уже 40 лет, став туристической достопримечательностью города, увековеченной в том числе и на открытках. Автор позднее соорудил схожие композиции в Мадриде (1987 год), пустыне Атакама (1992 год) и Венеции (1995 год).